# The Spire
The Spire (englisch: „Die Spitze“) ist ein Monument und Wahrzeichen von Dublin, der Hauptstadt Irlands. The Spire heißt offiziell Monument of Light („Denkmal des Lichts“) und auf Irisch An Túr Solais („Turm des Lichts“).
Die 120 Meter (394 Fuß) hohe Edelstahlnadel steht seit 2003 in der Mitte der O’Connell Street und ist nachts beleuchtet. Sie steht an der Stelle der am 8. März 1966 von abtrünnigen IRA-Mitgliedern gesprengten Nelsonsäule (Nelson’s Pillar) und hätte zur Jahrtausendwende fertiggestellt werden sollen, jedoch verspätete sich die Fertigstellung um drei Jahre.
Geplant und entworfen wurde die Skulptur vom Architekturbüro Ian Ritchie Architects aus Großbritannien. Für die statische Berechnung war das Ingenieurbüro Arup verantwortlich. Die Nadel aus Stahl ist 126 Tonnen schwer und besteht aus acht Teilen, die durch 204 Schrauben und insgesamt zwei Kilometer Schweißnähte zusammengehalten werden. Die Spire steht auf einem Betonfundament und hat an ihrem Fuß einen Durchmesser von drei Metern, an der Spitze von 15 Zentimetern. In der Spitze ist darüber hinaus ein Licht integriert, das bis in die Dublin Bay und das Umland deutlich wahrgenommen werden kann. Durch Dämpfer im Inneren wird die Schwankung an der Spitze auf 1,50 Meter begrenzt. Im Volksmund trägt die Skulptur sowohl die Bezeichnung Spike als auch Stiletto in the ghetto (engl. "Stilett im Ghetto") oder Stiffy by the Liffey (engl. "Ständer am Liffey"). The Spire ist außerdem ein beliebter Treffpunkt von Jugendlichen in Dublin.
Die Kosten für das Bauwerk betrugen rund vier Millionen Euro. The Spire wurde für folgende Architektur- und Baupreise nominiert: RIBA National Award & Stirling Prize (2004), British Construction Industry International Award (2003), Mies van der Rohe Award for European Architecture (2005).

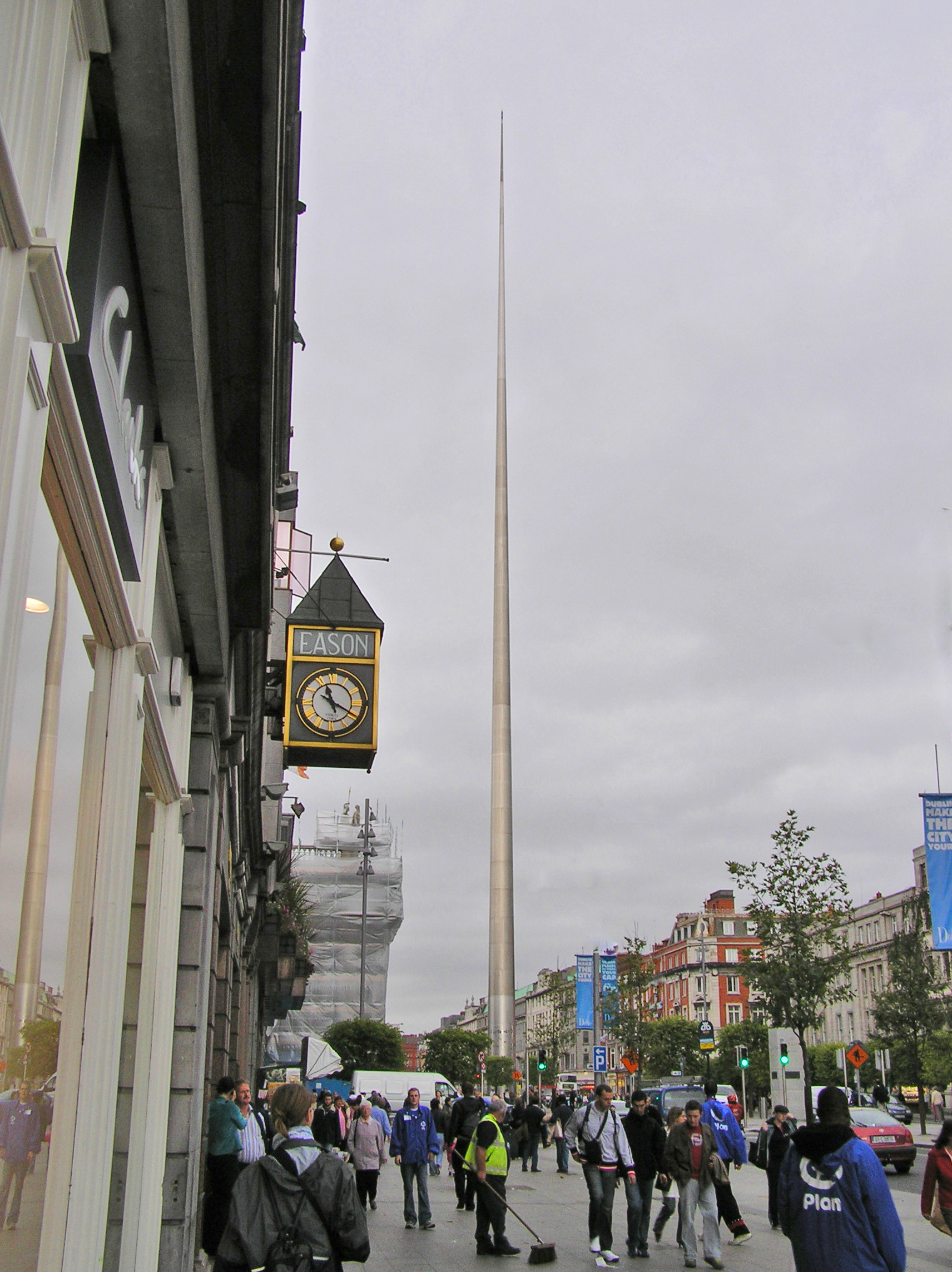
The Spire, gesehen von der O’Connell Street
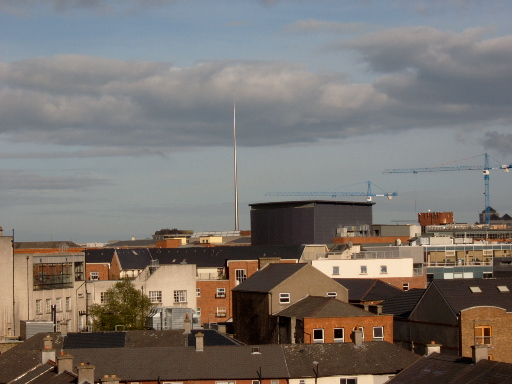
The Spire im Stadtbild
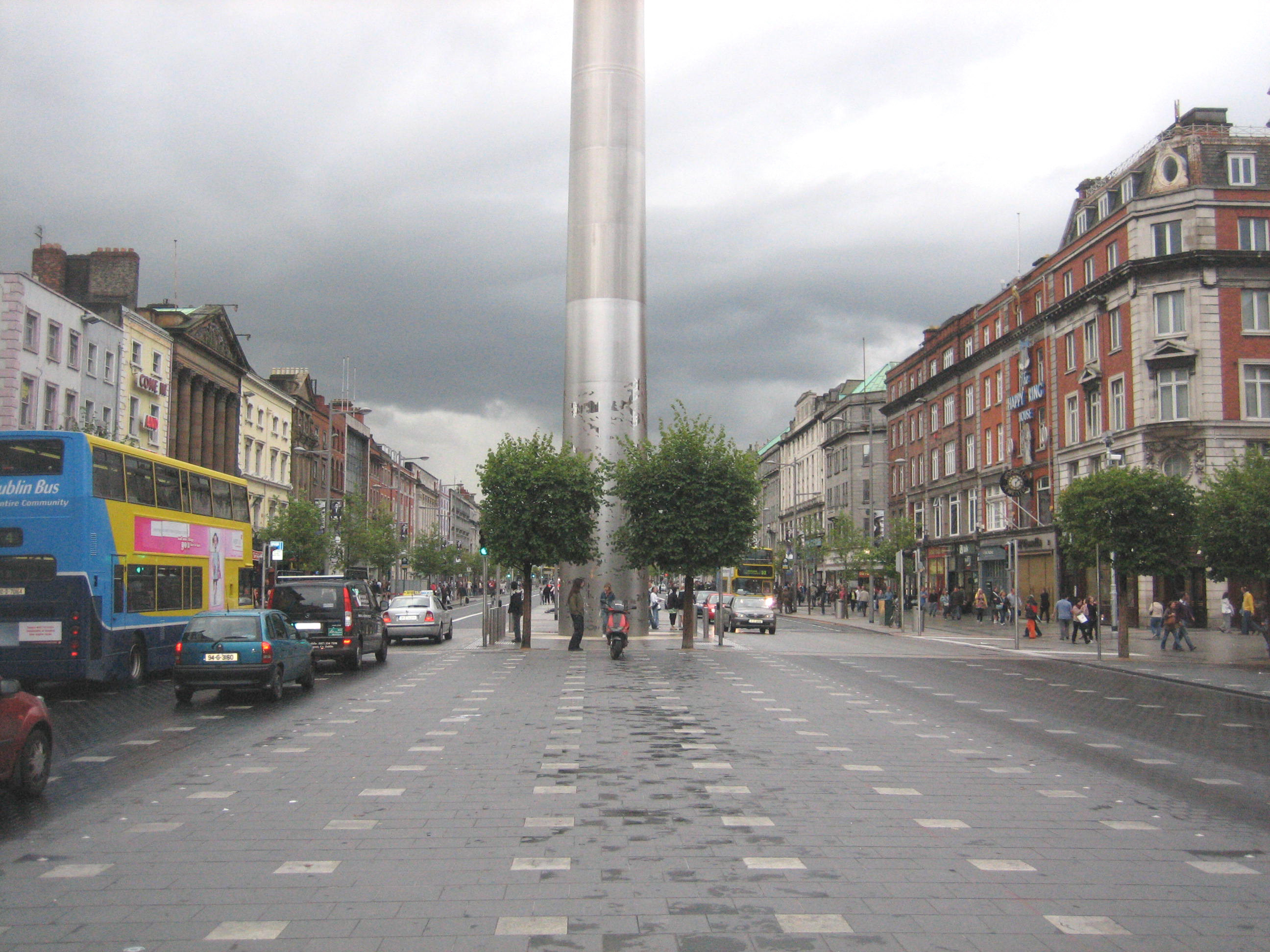
Fuß von The Spire
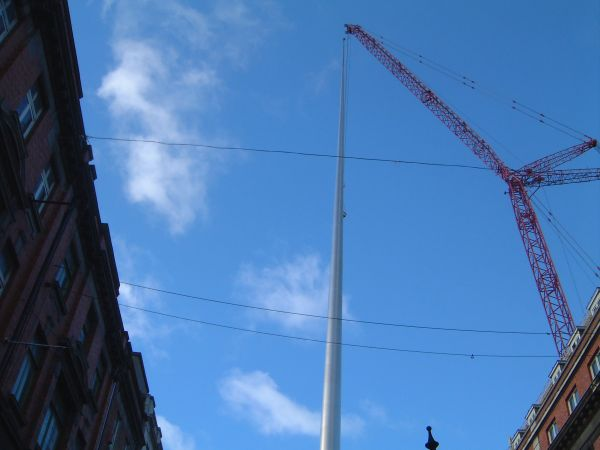
Aufbau im Jahr 2003
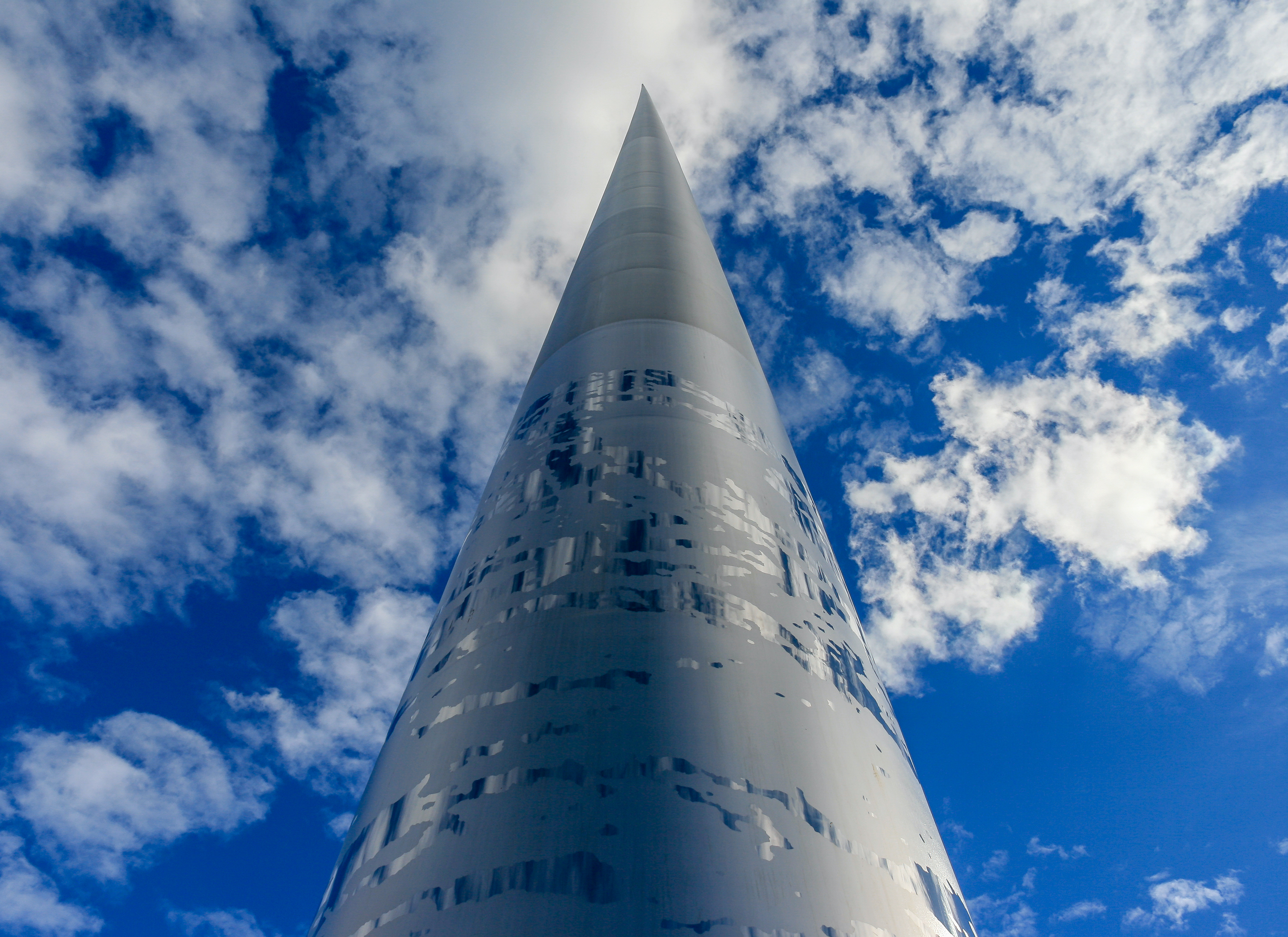
The Spire von unten gesehen
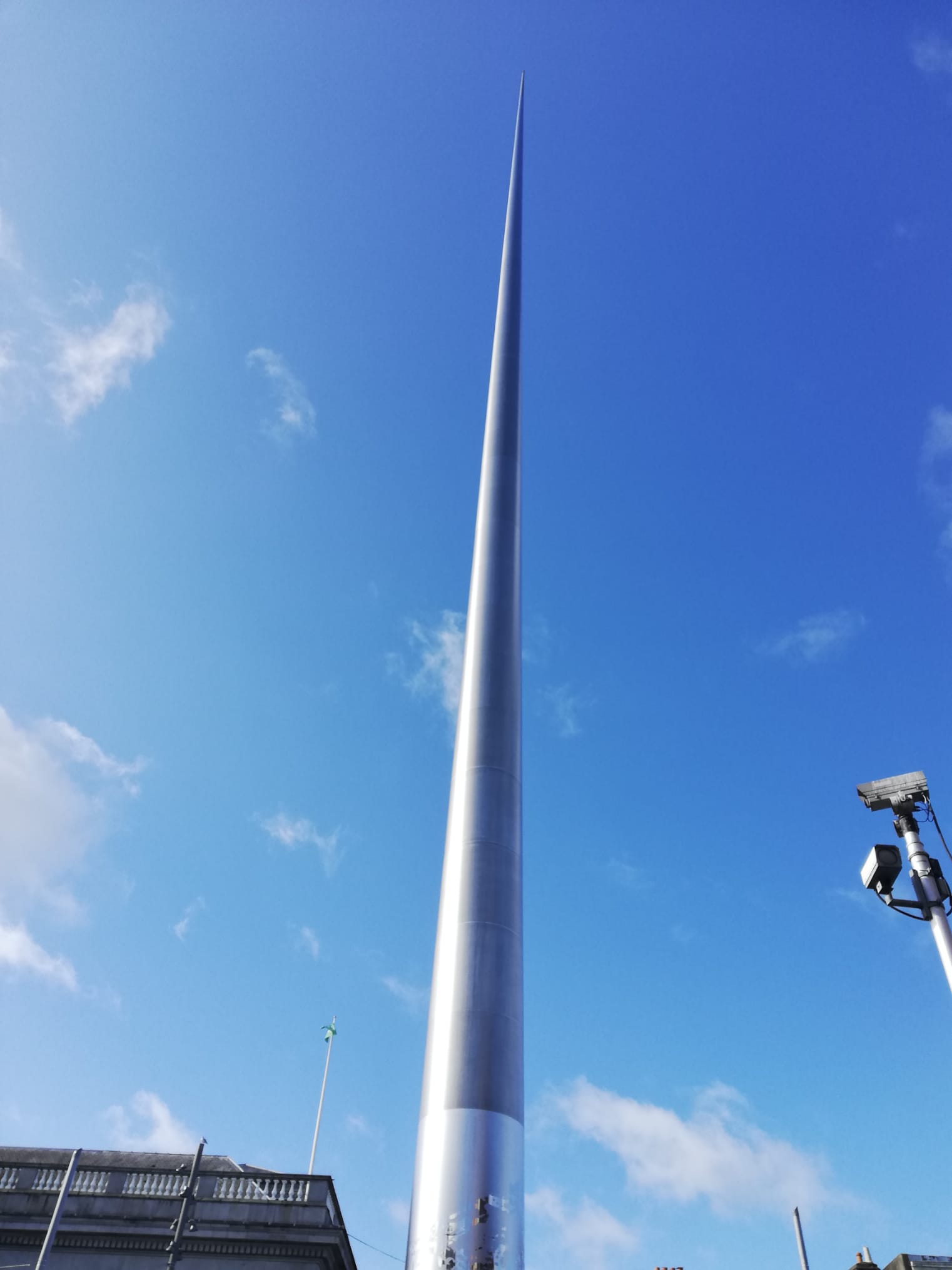
The Spire am Tag von unten